# جيمس كروفورد بيغز
جيمس كروفورد بيغز هو أستاذ جامعي وقاضي ومحامي وسياسي أمريكي، ولد في 29 أغسطس 1872 في أوكسفورد في الولايات المتحدة، وتوفي في 30 يناير 1960 في رالي في الولايات المتحدة. انتخب عضو مجلس نواب كارولينا الشمالية ‏.